# París-Niça 1972
La París-Niça 1972 fou la 30a edició de la París-Niça. És un cursa ciclista que es va disputar entre el 9 i el 16 de març de 1972. Raymond Poulidor (Gan-Mercier), als 35 anys, guanya la seva primera París-Niça per davant d'Eddy Merckx (Molteni) i Luis Ocaña (Bic). En les classificacions secundàries, Jacques Cadiou s'emportà la classificació de la regularitat i el conjunt Bic la d'equips.

Jacques Anquetil es converteix en el director de cursa.

## Recorregut
Els 1.129 km de recorregut es divideixen en nou etapes i un pròleg disputats en set dies. La prova consta de dues cronoescalades: el primer dia en Dourdan i el darrer dia en el coll d'Èze. A més el segon sector de la quarta etapa és una contrarellotge per equips. Les principals dificultats muntanyoses són el coll de la République en el primer sector de la quarta etapa, el mont Dore com a final de la cinquena etapa, l'Espigoulier en la sisena etapa i l'esmentat Èze en la contrarellotge final.
Els guanyadors de les etapes en línia bonifiquen cinc segons menys en el pròleg on també bonifiquen el segon, tercer i quart amb tres, dos i un segon, respectivament.

## Participants
En aquesta edició de la París-Niça hi preneren part 110 corredors dividits en 11 equips: Gan-Mercier, Molteni, Bic, Rokado, Sonolor, Beaulieu-Flandria, Van Cauter-Magniflex-De Gribaldy, Werner, Peugeot-BP-Michelin, Gitane i Kas-Kaskol. La prova l'acabaren 82 corredors.

## Desenvolupament
Aquesta París-Niça es planteja com un tots contra Merckx. La seva victòria sembla tan clara que Jean Leulliot promet un premi de 10.000 francs a Raymond Poulidor si bat al belga.
La prova s'inicia, com l'any passat, amb un pròleg contrarellotge en la pujada de Dourdan. Els temps de l'etapa no compten per la classificació general encara que els quatre primers de l'etapa bonifiquen 5, 3, 2 i 1 segon. De nou Merckx s'imposa fent vuit segons menys que l'edició anterior.
La primera etapa es decideix en un esprint massiu on s'imposa Eric Leman. Leman aconsegueix també el mallot blanc de líder. El vent a favor i una batalla continua fan que la velocitat mitjana d'aquesta etapa sigui superior als 46 km per hora.
Com l'any anterior el lideratge de Leman és efímer perquè Merckx el recupera en guanyar la segona etapa gràcies a un atac a dos quilòmetres de meta. L'únic que va respondre a l'acceleració de Merckx va ser Poulidor però al final també perd 3" en línia de meta amb el belga.
La tercera etapa es resol en un esprint massiu guanyat de nou per Leman. En la disputa del mateix cau Merckx al no poder esquivar una caiguda just al davant seu de Gerben Karstens. El belga queda grogui i creua la línia de meta mig minut després del guanyador empès pels seus companys d'equip. Com la caiguda és en la zona de seguretat de l'últim quilòmetre, els jutges li donen el mateix temps que el grup principal. El director del Bic, Maurice de Muer, no accepta aquesta decisió, ja que els àrbitres de la prova apliquen una regla internacional però que no és al reglament de la París-Niça. De Muer amenaça de retirar el seu equip si Merckx continua amb el mateix temps. Aquesta mesura de pressió no té cap resultat, ja que Merckx no perd temps en l'etapa i el Bic continua en cursa.
Merckx marxa a l'hospital per fer-se diverses proves que descarten qualsevol fractura. Tot i això, el belga reconeix que no se'n recorda del que ha passat just després de la caiguda. No sap com ha creuat la línia de meta. Menys sort té Joaquim Agostinho. El portuguès ha d'abandonar després que una bicicleta de l'equip Rokado es desprengui dels seu cotxe i el colpegi en ple descens del col de Saint Jean.>
El primer sector de la quarta etapa es presenta amb el dubte sobre l'estat físic de Merckx després de la caiguda del dia anterior. Els dubtes es resolen al Col de la Republique on ataca Ocaña. L'espanyol se'n va juntament amb Roger Pingeon i Raymond Delisle sense que el mallot blanc reaccioni. Merckx es manté en el grup principal on marquen el ritme els seus gregaris Van den Bossche, Huysmans i Van Schil. Sembla que el cop de Saint-Étienne ha deixat malmès a Merckx però aquest elimina qualsevol incògnita a l'atacar prop del cim del port agafant a Ocaña inclús abans de coronar. L'etapa acaba sense diferències importants entre els favorits i és guanyada per André Dierickx.
El segon sector de l'etapa és una contrarellotge per equips de només 4,9 km on no es poden fer diferències: entre el primer i darrer equip classificat hi ha menys de mig minut. Merckx acaba el dia mantenint el lideratge i superant els dubtes físics de la caiguda del dia anterior.
Aquests dubtes semblen totalment esvaïts en la cinquena etapa amb final en el Mont Dore, una pujada d'un quilòmetre amb rampes de fins al 20%. Al seu peu ataca Ocaña. El seu ritme només l'aguanta Merckx que a 150 metres del final ataca deixant enrere a l'espanyol que perd l'etapa i cinc segons en meta. Poulidor fa una pujada al seu ritme i entra en tercer lloc amb el mateix temps que Ocaña.
La sisena etapa és una treva entre els favorits encara que es pugi l'Espigoulier on només hi ha lluita pels punts de la muntanya. Els favorits es reserven pensant en la contarrellotge al coll d'Èze de l'endemà. Així un atac de Jean-Pierre Genet i Edward Janssens a 15 km. de meta els és suficient per obrir un forat que els permeti disputar-se l'etapa entre ells. La victòria sembla clara per a Janssens, ja que no ha rellevat al francès durant tota l'escapada però Genet el supera en l'esprint i guanya en un final d'etapa disputat en el circuit Paul Ricard.
El darrer dia de competició se centra en la decisiva contrarellotge a Èze. Així, el primer sector es disputa reservant forces i al final la victòria es decideix en un altre esprint massiu.
El segon sector és la cronoescalada al coll d'Èze. Encara que Merckx només té setze segons sobre Poulidor i vint-i-quatre sobre Ocaña tot fa pensar en una altra victòria del belga, ja que en els darrers tres anys ha guanyat la mateixa etapa. Merckx veu tan segura de la seva victòria final que no té cap mania en fotografiar-se a bord del vaixell de motor que es dona al vencedor final. Però salta la sorpresa. Poulidor guanya l'etapa traient-li 22" a Merckx i venç en aquesta edició de la París-Niça per només 6". La victòria és tan inesperada que el patrocinador principal del popular Pou-Pou, Adidas, tarda tres dies a publicitar la seva victòria.

## Resultats de les etapes
| Etapes              | Data       | Recorregut            | Km       | Vencedor d'etapa  | Líder de la general |
| ------------------- | ---------- | --------------------- | -------- | ----------------- | ------------------- |
| Pròleg              | 9 de març  | Dourdan (CRI)         | 1,7 km   | Eddy Merckx       | Eddy Merckx         |
| 1a etapa            | 10 de març | Dourdan-Vierzon       | 184 km   | Eric Leman        | Eric Leman          |
| 2a etapa            | 11 de març | Vierzon-Autun         | 128 km   | Eddy Merckx       | Eddy Merckx         |
| 3a etapa            | 12 de març | Autun-Saint-Étienne   | 209 km   | Eric Leman        | Eddy Merckx         |
| 4a etapa, 1r sector | 13 de març | Saint-Étienne-Valença | 88 km    | André Dierickx    | Eddy Merckx         |
| 4a etapa, 2n sector | 13 de març | Valença-Valença (CRE) | 4.9 km   | Rokado            | Eddy Merckx         |
| 5a etapa            | 14 de març | Valença-Manosque      | 175 km   | Eddy Merckx       | Eddy Merckx         |
| 6a etapa            | 15 de març | Manosque-Lo Castelet  | 189.5 km | Jean-Pierre Genet | Eddy Merckx         |
| 7a etapa, 1r sector | 16 de març | Hyères-Niça           | 108 km   | Eddy Peelman      | Eddy Merckx         |
| 7a etapa, 2n sector | 16 de març | Niça-Coll d'Èze (CRI) | 9.5 km   | Raymond Poulidor  | Raymond Poulidor    |

## Etapes

### Pròleg
9-03-1972. Dourdan, 1.7 km. CRI
|    | Ciclista                      | Equip                            | Temps  |
| -- | ----------------------------- | -------------------------------- | ------ |
| 1  | Eddy Merckx                   | Molteni                          | 2' 41" |
| 2  | Raymond Poulidor              | Gan-Mercier                      | + 6"   |
| 3  | Gerben Karstens               | Rokado                           | + 8"   |
| 4  | Yves Hézard                   | Sonolor                          | + 9"   |
| 5  | Luis Ocaña                    | Bic                              | + 10"  |
| 6  | José Antonio González Linares | Kas-Kaskol                       | m. t.  |
| 7  | Raymond Delisle               | Peugeot-BP-Michelin              | + 13"  |
| 8  | Leif Mortensen                | Bic                              | m. t.  |
| 9  | José Manuel Fuente            | Kas-Kaskol                       | m. t.  |
| 10 | Joaquim Agostinho             | Van Cauter-Magniflex-De Gribaldy | + 14"  |

### 1a etapa
10-03-1972. Dourdan-Vierzon, 184 km.
|    | Ciclista             | Equip                            | Temps      |
| -- | -------------------- | -------------------------------- | ---------- |
| 1  | Eric Leman           | Bic                              | 3h 57' 15" |
| 2  | Gerben Karstens      | Rokado                           | m. t.      |
| 3  | Daniel van Ryckeghem | Sonolor                          | m. t.      |
| 4  | Eddy Merckx          | Molteni                          | m. t.      |
| 5  | Rolf Wolfshohl       | Rokado                           | m. t.      |
| 6  | Jacky Mourioux       | Gan-Mercier                      | m. t.      |
| 7  | Jacques Cadiou       | Gan-Mercier                      | m. t.      |
| 8  | Willy de Geest       | Van Cauter-Magniflex-De Gribaldy | m. t.      |
| 9  | Eddy Peelman         | Gan-Mercier                      | m. t.      |
| 10 | Jean-Pierre Genet    | Gan-Mercier                      | m. t.      |

### 2a etapa
11-03-1972. Vierzon-Autun 214 km.
|    | Ciclista             | Equip       | Temps      |
| -- | -------------------- | ----------- | ---------- |
| 1  | Eddy Merckx          | Molteni     | 5h 50' 32" |
| 2  | Raymond Poulidor     | Gan-Mercier | + 3"       |
| 3  | Jacques Cadiou       | Gan-Mercier | + 7"       |
| 4  | Gerben Karstens      | Rokado      | m. t.      |
| 5  | Daniel van Ryckeghem | Sonolor     | m. t.      |
| 6  | Jacky Mourioux       | Gan-Mercier | m. t.      |
| 7  | Eric Leman           | Bic         | m. t.      |
| 8  | Barry Hoban          | Gan-Mercier | m. t.      |
| 9  | Roger Swerts         | Molteni     | m. t.      |
| 10 | Daniel Rebillard     | Sonolor     | m. t.      |

### 3a etapa
12-03-1972. Autun-Saint-Étienne 209 km.
|    | Ciclista             | Equip                            | Temps      |
| -- | -------------------- | -------------------------------- | ---------- |
| 1  | Eric Leman           | Bic                              | 5h 20' 00" |
| 2  | Barry Hoban          | Gan-Mercier                      | m. t.      |
| 3  | Daniel van Ryckeghem | Sonolor                          | m. t.      |
| 4  | Rolf Wolfshohl       | Rokado                           | m. t.      |
| 5  | José López Rodríguez | Werner                           | m. t.      |
| 6  | Georges Pintens      | Van Cauter-Magniflex-De Gribaldy | m. t.      |
| 7  | Alain Santy          | Bic                              | m. t.      |
| 8  | Santiago Lazcano     | Kas-Kaskol                       | m. t.      |
| 9  | Yves Hézard          | Sonolor                          | m. t.      |
| 10 | Joop Zoetemelk       | Beaulieu-Flandria                | m. t.      |

### 4a etapa, 1r sector
13-03-1972. Saint-Étienne-Valença, 88 km.
|    | Ciclista            | Equip                            | Temps      |
| -- | ------------------- | -------------------------------- | ---------- |
| 1  | André Dierickx      | Beaulieu-Flandria                | 2h 08' 08" |
| 2  | Rolf Wolfshohl      | Rokado                           | m. t.      |
| 3  | Willy de Geest      | Van Cauter-Magniflex-De Gribaldy | m. t.      |
| 4  | José Antonio Pontón | Werner                           | m. t.      |
| 5  | Roger Pingeon       | Peugeot-BP-Michelin              | m. t.      |
| 6  | Jesús Manzaneque    | Kas-Kaskol                       | m. t.      |
| 7  | René Grenier        | Gitane                           | m. t.      |
| 8  | Georges Chappe      | Gitane                           | m. t.      |
| 9  | Georges Barras      | Molteni                          | m. t.      |
| 10 | Willy Abbeloos      | Van Cauter-Magniflex-De Gribaldy | + 8"       |

### 4a etapa, 2n sector
13-03-1972. Valença-Valença, 4.9 km. CRE
|    | Equip                            | Temps  |
| -- | -------------------------------- | ------ |
| 1  | Rokado                           | 6' 21" |
| 2  | Sonolor                          | m. t.  |
| 3  | Werner                           | + 2"   |
| 4  | Molteni                          | + 3"   |
| 5  | Kas-Kaskol                       | + 4"   |
| 6  | Van Cauter-Magniflex-De Gribaldy | + 8"   |
| 7  | Peugeot-BP-Michelin              | + 9"   |
| 8  | Beaulieu-Flandria                | + 14"  |
| 9  | Gan-Mercier                      | + 18"  |
| 10 | Gitane                           | + 23"  |

### 5a etapa
14-03-1972. Valença-Manosque, 175 km.
|    | Ciclista          | Equip                            | Temps      |
| -- | ----------------- | -------------------------------- | ---------- |
| 1  | Eddy Merckx       | Molteni                          | 5h 17' 59" |
| 2  | Luis Ocaña        | Bic                              | + 5"       |
| 3  | Raymond Poulidor  | Gan-Mercier                      | m. t.      |
| 4  | Miguel María Lasa | Kas-Kaskol                       | + 20"      |
| 5  | Yves Hézard       | Sonolor                          | + 23"      |
| 6  | Alain Santy       | Bic                              | m. t.      |
| 7  | Leif Mortensen    | Bic                              | m. t.      |
| 8  | Willy de Geest    | Van Cauter-Magniflex-De Gribaldy | + 26"      |
| 9  | Raymond Delisle   | Peugeot-BP-Michelin              | + 32"      |
| 10 | Joop Zoetemelk    | Beaulieu-Flandria                | m. t.      |

### 6a etapa
15-03-1972. Manosque-Lo Castelet, 189,5 km.
|   | Ciclista             | Equip                            | Temps      |
| - | -------------------- | -------------------------------- | ---------- |
| 1 | Jean-Pierre Genet    | Gan-Mercier                      | 5h 13' 27" |
| 2 | Edward Janssens      | Van Cauter-Magniflex-De Gribaldy | m. t.      |
| 3 | Daniel van Ryckeghem | Sonolor                          | + 25"      |
| 4 | Eddy Merckx          | Molteni                          | m. t.      |
| 5 | Rolf Wolfshohl       | Rokado                           | m. t.      |
| 6 | Jacky Mourioux       | Gan-Mercier                      | m. t.      |
| 7 | Domingo Perurena     | Kas-Kaskol                       | m. t.      |
| 8 | Georges Claes        | Beaulieu-Flandria                | m. t.      |
| 9 | Yves Hézard          | Sonolor                          | m. t.      |

### 7a etapa, 1r sector
16-03-1972. Hyères-Niça, 153 km.
|   | Ciclista            | Equip       | Temps      |
| - | ------------------- | ----------- | ---------- |
| 1 | Eddy Peelman        | Gan-Mercier | 3h 38' 58" |
| 2 | Gerben Karstens     | Rokado      | m. t.      |
| 3 | Daniel Vanryckeghem | Sonolor     | m. t.      |
| 4 | Rolf Wolfshohl      | Rokado      | m. t.      |
| 5 | Jacky Mourioux      | Gan-Mercier | m. t.      |
| 6 | Jacques Cadiou      | Gan-Mercier | m. t.      |
| 7 | Jaak de Boever      | Bic         | m. t.      |

### 7a etapa, 2n sector
16-03-1972. Niça-Coll d'Èze, 9.5 km. CRI
|    | Ciclista           | Equip               | Temps    |
| -- | ------------------ | ------------------- | -------- |
| 1  | Raymond Poulidor   | Gan-Mercier         | 20' 04"  |
| 2  | Eddy Merckx        | Molteni             | + 22"    |
| 3  | Raymond Delisle    | Peugeot-BP-Michelin | + 37"    |
| 4  | Luis Ocaña         | Bic                 | + 44"    |
| 5  | Miguel María Lasa  | Kas-Kaskol          | + 53"    |
| 6  | Leif Mortensen     | Bic                 | + 1' 07" |
| 7  | José Manuel Fuente | Kas-Kaskol          | + 1' 08" |
| 8  | Roger Pingeon      | Peugeot-BP-Michelin | + 1' 11" |
| 9  | Joop Zoetemelk     | Beaulieu-Flandria   | + 1' 13" |
| 10 | Jesús Manzaneque   | Kas-Kaskol          | + 1' 20" |

## Classificacions finals

### Classificació general
|    | Ciclista          | Equip                            | Temps       |
| -- | ----------------- | -------------------------------- | ----------- |
| 1  | Raymond Poulidor  | Gan-Mercier                      | 31h 43' 57" |
| 2  | Eddy Merckx       | Molteni                          | + 6"        |
| 3  | Luis Ocaña        | Bic                              | + 52"       |
| 4  | Raymond Delisle   | Peugeot-BP-Michelin              | + 1' 15"    |
| 5  | Miguel María Lasa | Kas-Kaskol                       | + 1' 19"    |
| 6  | Leif Mortensen    | Bic                              | + 1' 35"    |
| 7  | Roger Pingeon     | Peugeot-BP-Michelin              | + 1' 41"    |
| 8  | Willy de Geest    | Van Cauter-Magniflex-De Gribaldy | + 1' 44"    |
| 9  | Yves Hézard       | Sonolor                          | + 1' 49"    |
| 10 | Joop Zoetemelk    | Beaulieu-Flandria                | + 1' 51"    |

## Evolució de les classificacions
| Etapa (Vencedor)                       | Classificació general |
| -------------------------------------- | --------------------- |
| 0Pròleg (Eddy Merckx)                  | Eddy Merckx           |
| 0Etapa 1 (Eric Leman)                  | Eric Leman            |
| 0Etapa 2 (Eddy Merckx)                 | Eddy Merckx           |
| 0Etapa 3 (Eric Leman)                  | Eddy Merckx           |
| 0Etapa 4, 1r sector (André Dierickx)   | Eddy Merckx           |
| 0Etapa 4, 2n sector (Rokado)           | Eddy Merckx           |
| 0Etapa 5 (Eddy Merckx)                 | Eddy Merckx           |
| 0Etapa 6 (Jean-Pierre Genet)           | Eddy Merckx           |
| 0Etapa 7, 1r sector (Eddy Peelman)     | Eddy Merckx           |
| 0Etapa 7, 2n sector (Raymond Poulidor) | Raymond Poulidor      |